# Trialeurodes bellissima
Trialeurodes bellissima là một loài côn trùng cánh nửa trong họ Aleyrodidae, phân họ Aleyrodinae.
Trialeurodes bellissima được Sampson & Drews miêu tả khoa học đầu tiên năm 1940.